# Otto Rössler (Orientalist)
Otto Rössler, auch Otto Rößler (* 6. Februar 1907 in Eisenstadt, damals Königreich Ungarn; † 9. Juli 1991 in Marburg oder Wuppertal) war ein österreichischer Orientalist, Semitist und Afrikanist, der sich maßgeblich mit der Verwandtschaft der afroasiatischen („semitohamitischen“) Sprachen befasste. Er war von 1965 bis 1975 Professor für Semitistik an der Universität Marburg. In der NS-Zeit arbeitete er bei der Forschungsgemeinschaft Deutsches Ahnenerbe, dem Institut zum Studium der Judenfrage und der Abteilung zur Erforschung des Judentums im Reichssicherheitshauptamt.

## Werdegang bis 1945
Otto Rössler war der Sohn des gleichnamigen Generalstabsoffiziers, der 1914 im Ersten Weltkrieg fiel. Er wuchs in Wien auf und studierte nach der Matura 1926 an der Universität Wien Semitistik (bei Viktor Christian) und Altiranistik (bei Georg Hüsing) sowie als Nebenfächer Vorgeschichte, Anthropologie, Ägyptologie und Afrikanistik (Hermann Junker und Wilhelm Czermak). Seit 1924 gehörte er der österreichischen DNSAP an; zum 19. Februar 1932 trat er der NSDAP Österreichs bei, aber verließ die Partei am 19. Juni 1933 beim Parteiverbot, 1933 wurde er wegen seiner Tätigkeit als Redner in der NSDAP zwei Monate inhaftiert.
Nach dem gescheiterten Juli-Putsch der österreichischen Nationalsozialisten floh er 1934 in den NS-Staat, wo er sein Studium an der Friedrich-Wilhelms-Universität zu Berlin fortsetzte. Dort wurde er 1937 bei Hans Ehelolf und Hans Heinrich Schaeder mit einer Dissertation über die dreisprachigen Inschriften der altpersischen Könige promoviert. Durch den Asienforscher Albert Herrmann kam er in Kontakt mit der „Forschungsgemeinschaft Deutsches Ahnenerbe“. 1938 heiratete er Marianne Luise Huth, die Schwester seines Studienfreundes Otto Huth, der auch sein Vorgesetzter in der „Ahnenerbe“-Forschungsstätte für indogermanische Glaubensgeschichte wurde. Nach seiner Entlassung beim „Ahnenerbe“ durch Wolfram Sievers hatte Rössler von 1939 bis 1941 eine Stelle als wissenschaftlicher Assistent bei Jakob Wilhelm Hauer am Orientalischen Seminar der Universität Tübingen. Ab September 1939 war er als Übersetzer für orientalische Sprachen kriegsdienstverpflichtet. Daneben arbeitete er unter Wilhelm Ziegler im Institut zum Studium der Judenfrage beim Reichsministerium für Volksaufklärung und Propaganda.
1941 wurde er bei Enno Littmann in Tübingen mit einer Schrift über die Sprache der (Alt-)Kanarier habilitiert, ihm wurde die Venia legendi (Lehrbefugnis) für Orientalische Philologie verliehen und er erhielt 1942 für zwei Semester eine Dozentenstelle. Zum 1. Januar 1942 trat er wieder der NSDAP bei (Mitgliedsnummer 8.856.692). Zugleich wurde er 1941/42 im Reichssicherheitshauptamt (RSHA), Amt VII B 1b unter Franz Six gelistet, in welchem die „Judenforschung“ die „exekutive Lösung der Judenfrage durch tiefer gehende Kenntnisse“ zu unterstützen hatte. Jürgen Matthäus urteilt daher über Rösslers Arbeit, dass sie „organisatorisch wie konzeptionell in direktem Zusammenhang mit der nationalsozialistischen Vernichtungspolitik“ stand. Im Januar 1943 wurde er im SS-Ahnenerbe der Leiter einer „Lehr- und Forschungsstätte für nordafrikanische Kulturwissenschaften“. In der SS hatte er zuletzt den Rang eines SS-Untersturmführers. Ab Februar 1943 war er wiederum als Dolmetscher für orientalische Sprachen dienstverpflichtet. Im Jahr 1944 war er führend beteiligt an den Propaganda-Aktivitäten des RSHA, Amt VI C 13 (Forschungsstelle Orient), zusammen mit Walter Lorch, um arabische Länder auf die Seite der Nazis zu ziehen, zusammen mit den Berliner Kollaborateuren Raschid Ali al-Gailani und Mohammed Amin al-Husseini.

## „Juden und Engländer“
In der von seinem zeitweiligen Chef Wilhelm Ziegler herausgegebenen, weit verbreiteten Zeitschrift für Politik lässt Rössler in einem Aufsatz dieses Titels keinen Zweifel an seinem Antisemitismus aufkommen: Er sieht zwischen Juden und Engländern eine „geistig-seelische Affinität.“ Er parallelisiert den Judaismus mit dem englischen Puritanismus. England hatte zwar als erstes europäisches Land die Juden allgemein ausgetrieben. Oliver Cromwell und der Puritanismus ermöglichten aber ihre Rückkehr. Im Judentum sieht er eine

„volkliche Entartung vom kriegerischen Hirten der Urzeit zum parasitären jüdischen Großstädter der Diaspora … Der Judaismus ist das Ergebnis dieses Entartungsprozesses, das jüdische Volk ist das Paradigma menschlicher Entartung. Darum ist und war auch die Judenfrage zu allen Zeiten eine Rassenfrage in doppeltem Sinn: einerseits dadurch, dass der Diaspora-Jude sich unter Völkern anderen Blutes niederließ, eine Frage fremder Rasse, vor allem aber auch dadurch, dass er überallhin seine typische Degenereszenz mitbrachte, eine Frage kranker Rasse. […] Es ist der zersetzende jüdische Verstand, der sich schmeicheln durfte, eine Religion zu bekennen, die keinerlei über die Grenzen des ihm Faßbaren gehende Forderungen an ihn stellt, und seiner auf den materiellen Erfolg gerichteten Tätigkeit keinerlei hemmende Bindungen auferlegt.“

Rössler behauptet, die Juden hätten die Aufklärung inszeniert:

„Von dieser ersten ‚Aufklärung‘ führt ein gerader Weg zu allen späteren ‚Aufklärungen‘ der Geschichte. Alle sogenannten fortschrittlichen Ideologien, Liberalismus und Materialismus, Demokratie und Pazifismus, sind Kinder desselben Geistes. Auch die kapitalistische neuzeitliche Entartungsform des Wirtschaftslebens, deren klassische Ausprägung im britischen Empire wir Plutokratie nennen, weist unverkennbar dieselben Züge auf […] England ist mit seiner politischen und wirtschaftlichen, wie mit seiner geistigen Verjudung, mit seinem Auserwähltheitsdünkel, seinem plutokratischen Imperialismus in den letzten Jahrhunderten zu einer anti-europäischen Macht geworden, von der sich die Völker des großeuropäischen Raumes, um zu der artgemäßen Gestaltung ihres Schicksals zu gelangen, ebenso befreien müssen, wie von den in ihrem Inneren schmarotzenden internationalen Juden.“

## Karriere nach 1945
Nach der Entlassung aus der französischen Kriegsgefangenschaft 1947 und seiner Entnazifizierung wurde ihm 1949 an der Universität Tübingen die Venia Legendi (Lehrbefugnis) wiedererteilt. Er wurde 1951 zum Dozenten und 1954 zum außerordentlichen Professor an der Universität Tübingen ernannt. Im Wintersemester 1964/65 wurde er als Lehrstuhlvertreter und Anfang 1965 als Ordinarius an das neugegründete Seminar für Semitistik der Philipps-Universität Marburg berufen, wo er bis zu seiner Emeritierung 1975 lehrte.
Rössler war ein führender Experte für Afroasiatische Sprachen (zeitgenössisch „Semitohamitische Sprachen“ genannt). Seine 1950 veröffentlichte Studie zu Verbalbau und Verbalflexion in den Semitohamitischen Sprachen galt Fachkollegen als „bahnbrechend“. Er befasste sich insbesondere mit den Berbersprachen, denen er auch die ausgestorbene Sprache der Ureinwohner der Kanaren (Guanche) zuordnete. Er rekonstruierte das Lautsystem einer ägypto-semitischen Ursprache. Zudem trieb er die Lesung und Deutung von Inschriften in (alt-)libyscher oder numidischer Schrift voran.
Der Chemiker Otto E. Rössler ist sein Sohn (* 1940).

## Werke (Auswahl)
- Untersuchungen über die akkadische Fassung der Achämenideninschriften. Diss. Berlin 1938.
- Verbalbau und Verbalflexion in den semitohamitischen Sprachen. Vorstudien zu einer vergleichenden semitohamitischen Grammatik. In: Zeitschrift der Deutschen Morgenländischen Gesellschaft, 100, 1950, S. 461–514.
- Zum althebräischen Tempussystem. Eine morpho-syntaktische Untersuchung, in seinem Sammelband Hebraica. Reimer, Berlin 1977.
- Gesammelte Schriften zur Semitohamitistik, hrsg. v. Thomas Schneider. Ugarit (AOAT 287), Münster 2001, ISBN 3-934628-13-3.